# Fino a che non ti odierò
Fino a che non ti odierò è un singolo del rapper italiano Lowlow, pubblicato il 28 maggio 2021.

## Descrizione
Il singolo ha visto la collaborazione del rapper italiano Ghemon. Lowlow descrive così il brano:

## Video musicale
Il video, diretto da Glauco Citati, è stato pubblicato 31 maggio 2021 attraverso il canale YouTube di Lowlow e vede la partecipazione dell'attrice Martina Iacomelli.

## Tracce
Testi e musiche di Giulio Elia Sabatello, Giovanni Luca Picariello, Simone Oriana, Daniele Stefani e Stefano Fasolo.
1. Fino a che non ti odierò – 3:03